# Khoratpitec
Els khoratpitecs (Khoratpithecus) són un gènere extint de primats que visqueren al sud-est asiàtic durant el Miocè superior (fa entre 9 i 7 milions d'anys).
El gènere conté tres espècies: 
- Khoratpithecus chiangmuanensis (Chaimanee, Jolly, Benammi, Tafforeau, Duzer, Moussa i Jaeger, 2003) (anteriorment Lufengpithecus chiangmuanensis)
- Khoratpithecus piriyai Chaimanee, Suteethorn, Jintasakul, Vidthayanon, Marandat i Jaeger, 2004
- Khoratpithecus ayeyarwadyensis Jaeger, Soe, Chavasseau, Coster, Emonet, Guy, Lebrun, Maung, Shwe, Tun, Oo, Rugbumrung, Bocherens, Benammi, Chaivanich, Tafforeau i Chaimanee, 2011